# Ведьмучьи дети (Южный Парк)
«Ведьму́чьи де́ти» — шестой эпизод двадцать первого сезона мультсериала «Южный Парк». Вышел 25 октября 2017 года в США. Премьера в России прошла 2 ноября на телеканале Paramount Comedy.

## Сюжет
Джеральд и Рэнди с друзьями, одетые как ведьмы, отправляются на вечеринку, где они напиваются и употребляют наркотики. Картман хочет поехать на ярмарку и пытается поторопить Хайди, которая неоднократно задерживает выезд. К тому времени, как они прибывают на тыквенный участок, многие достопримечательности уже закрыты. На вечеринке один из ребят по имени Чип читает заклинание и превращается в настоящую ведьму. Он улетает на метле и нападает на Южный Парк, затем атакует ярмарку, похищает ребёнка и улетает. На фоне недовольного Картмана мальчики обсуждают, как можно остановить ведьму. Рэнди и ребята отправляются на второй день своей вечеринки, но обнаруживают, что парк, где они проводят свою вечеринку, закрыт.
В то время, как Чип продолжает нападать на город и похищать детей, Кайл и мальчики пытаются разработать план, чтобы остановить ведьму. Картман отходит от темы и предлагает свой план, чтобы избавиться от Хайди. Стивен Стотч пытается убедить Рэнди признаться об употреблении наркотиков, но Рэнди просит подождать его до следующего утра. Мальчики понимают, что все их родители пропали без вести, и обращаются к мистеру Гаррисону. Картман понимает, что ведьма похищает детей, и поэтому приглашает Хайди на Хэллоуин. В лесу ведьма похищает Хайди, а Картман прячется и не пытается помочь.
Рэнди с друзьями подставляют Стива, называя его ведьмой, но в это время к ним прилетает Чип. Он говорит, что при помощи детей увеличивает свои силы. В это время прилетает мистер Гаррисон и убивает Чипа из лазера. Полиция освобождает всех детей из сумки, за исключением Хайди, которая не может выйти, пока она не будет полностью готова.

## Приём
Серия получила смешанные отзывы от критиков. Издание IGN оценило эпизод на 8,3 балла из 10, сайт 411mania поставил 8,2 из 10, а в The A.V. Club эпизод оценили на «B+». В то же время в Den of Geek серии поставили 3,5 из 5 звёзд, а развлекательный сайт vulture.com, принадлежащий New York Magazine, оценил серию на 1 балл из 5.